# Erich Maria Remarque
Erich Maria Remarque (született Erich Paul Remark; Osnabrück, Németország, 1898. június 22. – Locarno, Svájc, 1970. szeptember 25.) német pacifista és antifasiszta író.

## Élete és munkássága
Katolikus munkáscsalád gyermekeként született. Apja Peter Franz Remark (*1867 június 14., Kaiserwerth), anyja Anna Maria Stallknecht (*1871. november 21., Katernberg), aki iránti tiszteletből később felvette annak középső nevét, s a Remarque-ból Remarkra németesedett családnevét visszaváltoztatta Remarque-ra. Tizenhat évesen kezdett el írni, esszéket, verseket, s egy regénnyel is megpróbálkozott, amelyet később, 1920-ban fejezett be Álomzug címmel.
Tizennyolc évesen besorozták katonának. 1917. június 12-én a nyugati frontra került, ahol július 31-én bal lábát, jobb kezét, illetve a nyakát repeszdarabok sebesítették meg. Katonai kórházba került, s a háború végéig ott is maradt.
A háború után több állása is volt, többek közt könyvtáros, üzletember, tanár, újságíró és szerkesztő. 1925-ben elvette Ilse Jutta Zambonát, akitől nemsokára el is vált, aztán 1938-ban újra elvette.
1929-ben megjelent háborúellenes remekműve, a Nyugaton a helyzet változatlan hatalmas sikert aratott. A könyv feltárja a front legembertelenebb körülményeit, melyben az éhínség, a sár, a sérülések, a patkányok és a betegségek legalább annyira veszélyes ellenségek, mint a szemben álló hadsereg.
Hitler hatalomra jutásakor az író műveit nemzet- és becsületellenesnek minősítették és nyilvánosan elégették, az íróról elterjesztették, hogy nem vett részt az első világháborúban, hogy zsidó származású, s hogy a neve nem Remarque, hanem Kramer (ennek fordított olvasata a Remark). Mindez persze náci koholmány volt, de propagandagépezetük hatásosan tette a dolgát. Remarque 1933-ban Svájcba emigrált. 1938-ban megvonták német állampolgárságát.
1939-ben kivándorolt az Amerikai Egyesült Államokba első feleségével, 1948-ban tért vissza Svájcba és ott is élt egészen haláláig.

## Művészete
Első műveiben az I. világháború szörnyűségeit és következményeit írja le a részt vevő katonák szempontjából. A front embertelen körülményeitől kezdve a boldog/boldogtalan hazatérésig minden katonai megpróbáltatás benne van regényeiben. A két világháború közötti Németország, a weimari köztársaság, az infláció, az egyszerű hétköznapi emberek problémái és a nácizmus születése hiteles képet adnak a kor társadalmáról.
Későbbi témái az 1930-as évek és a II. világháború alatti emigráció nehézségei, megpróbáltatásai és a koncentrációs táborok mindennapjai. Ezekben a megrendítő regényekben a nácizmus és fasizmus áldozatainak szenvedéseit írta le, de szinte mindegyik művében fontos helyet kap a szerelem, amely melegséget és reményt nyújt a kétségbeejtő élethelyzetekben.
Erich Maria Remarque a 20. század egyik legsikeresebb írója, regényeit megfilmesítették, DVD-re vették, számtalan nyelvre lefordították.

## Művei

### Regények
- Álomzug (Die Traumbude. Ein Künstlerroman, 1920)[2]
- Gam (1924)[2]
- Állomás a horizonton (Station am Horizont, 1928)[2]
- Nyugaton a helyzet változatlan (Im Westen nichts Neues, 1929)
- Győztesek és legyőzöttek / … és azután… (Der Weg zurück, 1931)[3]
- Három bajtárs (Drei Kameraden, 1937)
- Szeresd felebarátodat (Liebe deinen Nächsten, 1941)
- A diadalív árnyékában (Arc de Triomphe, 1945)
- Szikrányi élet (Der Funke Leben, 1952)
- Szerelem és halál órája (Zeit zu leben und Zeit zu sterben, 1954)
- A fekete obeliszk (Der schwarze Obelisk, 1956)
- Hiába futsz (Der Himmel kennt keine Günstlinge, 1961)
- Éjszaka Lisszabonban (Die Nacht von Lissabon, 1963)
- A paradicsomban is ott a pokol (Schatten im Paradies, 1971) – posztumusz kiadás

### Egyéb művek
- Der Feind (1931) novellák
- Der letzte Akt (1955) forgatókönyv
- Die letzte Station (1956) színmű
- Die Heimkehr des Enoch J. Jones (1988) színmű
- Ein militanter Pazifist (1994) interjúk, esszék

## Magyarul

### 1944-ig
- Nyugaton a helyzet változatlan; ford. Benedek Marcell; Dante, Bp., 1929 (Halhatatlan könyvek)
- És azután ...; ford. Benedek Marcell; Dante, Bp., 1931
  - (Győztesek és legyőzöttek; Vissza a háborúból címen is)
- Három bajtárs; ford. Lorsy Ernő; Athenaeum, Bp., 1938

### 1945–1989
- A Diadalív árnyékában. Regény; ford. Szinnai Tivadar; Dante, Bp., 1946
- Szerelem és halál órája. Regény; ford., előszó Ungvári Tamás; Magvető, Bp., 1959 (Világkönyvtár)
- Három bajtárs. Regény; ford. Majtényi Erik; Irodalmi, Bukarest, 1969 (Horizont könyvek)
- Szeresd felebarátodat; ford. Gergely Erzsébet; Magvető, Bp., 1976 (Világkönyvtár)
- A Diadalív árnyékában. Regény; ford. Mészáros Klára; Európa, Bp., 1979
- Éjszaka Lisszabonban; ford. Szíjgyártó László; Magvető, Bp., 1979 (Világkönyvtár)

### 1990–
- Szikrányi élet; ford. Haynal Katalin; Árkádia, Bp., 1991
- Hiába futsz; ford. Nemes László; Fabula, Bp., 1991
- A fekete obeliszk. Egy megkésett ifjúság története. Regény; ford. Villányi György; Tulipán, Bp., 1992
- A paradicsomban is ott a pokol; ford. Nemes László; Fabula, Bp., 1992
- Csend Verdun felett; ford. Gergely Erzsébet, utószó Thomas Schneider; Fátum-ars–Merényi, Bp., 1994 ISBN 963-8367-44-X
- Győztesek és legyőzöttek; ford. Benedek Marcell; Fátum-ars, Bp., 1994
  - (És azután... ; Vissza a háborúból címen is)
- A katona; szerk. Thomas Schneider; Merényi, Bp., 1995
- Az ígéret földje; ford. Tandori Dezső; Aquila, Debrecen, 2000 ISBN 963-679-106-6
- Állomás a horizonton / Az álomzug / Gam / Állomás a horizonton; ford. Tandori Dezső; Aquila, Debrecen, 2000 ISBN 963-679-101-5
- Vissza a háborúból. Szabó Lőrinc Remarque-fordítása; sajtó alá rend., jegyz., tan. Juhász Gábor és Szemán Renáta, fordítást követő bírósági eljárás anyagát sajtó alá rend., tan. Busku Anita Andrea; ME BTK, Miskolc, 2008 (Szabó Lőrinc füzetek)[4]
  - (És azután ...; Győztesek és legyőzöttek címen is)
- Nyugaton a helyzet változatlan; ford. Ortutay Katalin; Cartaphilus, Bp., 2008 (Filmregények)